# Evi Linnerth
Evi Linnerth (* 14. Juli 1949 in Osthofen) ist eine deutsche  Realschullehrerin und Politikerin (SPD).

## Leben
Linnerth besuchte die Volksschule Osthofen und das Eleonoren-Gymnasium Worms, wo sie 1968 das Abitur ablegte. Danach studierte sie für das Lehramt an Realschulen an der Universität Mainz. 1971 legte sie das Erste und 1973 das Zweite Staatsexamen ab. Bis 1976 war sie Lehrerin an der Realschule Lahnstein, von 1981 bis 1987 an der Realschule Adenau und von 1996 bis 2011 an der Leopold-von-Daun-Realschule Daun.

## Politik
1978 trat Linnerth der SPD bei und war von 1986 bis 1988 Vorsitzende des SPD-Ortsvereins Gerolstein und von 1988 bis 1995 Vorsitzende des SPD-Kreisverbands Daun. Zwischen 1994 und 1998 war sie stellvertretende Landesvorsitzende und von 1989 bis 1998 Mitglied des Bundesvorstands der Sozialdemokratischen Gemeinschaft für Kommunalpolitik. Sie gehörte von 1979 bis 1989 dem Verbandsgemeinderat Gerolstein an und war von 1979 bis 1999 Mitglied des Kreistags Daun.
1987 wurde sie in den elften Landtag Rheinland-Pfalz gewählt, dem sie zwei Wahlperioden lang bis 1996 angehörte. Im Landtag war sie Schriftführende Abgeordnete und Mitglied im Ausschuss für Frauenfragen, dem Kulturpolitischen Ausschuss und dem Petitionsausschuss. In der 12. Wahlperiode war sie stellvertretende Vorsitzende im Innenausschuss, Mitglied im Ausschuss für Frauenfragen und im Zwischenausschuss.
1997 wurde sie mit dem Bundesverdienstkreuz am Bande ausgezeichnet.